# 李東昇
李東昇（英語：Alan Li Tung-sing，1991年—），香港本土派人士，本土民主前線成員，亦是本土民主前線創黨成員，是香港本土運動關鍵的領導者之一，為2016年農曆新年旺角魚蛋革命的領導者之一。2017年11月，李東昇在保釋候審期間沒有按時到警署報到，12月被通緝，後證實李於2018年5月在德國以政治難民身份獲得庇護。

## 經歷
家住天水圍的李東昇，中學就讀於元朗天主教崇德英文書院，結識同校的梁天琦。其後成為本土民主前線創黨成員，並邀請梁天琦加入本土民主前線。2016年7月28日，李東昇「策略性」退出本土民主前線，夥拍青年新政梁頌恒出選新界東選區立法會選舉。他在選舉後重新加入本土民主前線。
本土民主前線發起人黃台仰曾指出，李東昇是本土民主前線第三把交椅，與青年新政合作加強市民和本土派支持者信心。
2016年旺角騷亂中，李東昇亦是參與者之一，他與眾多本土民主前線成員一樣亦被控以「暴動罪」和「襲警罪」 。
2017年12月9日，李東昇及黃台仰缺席暴動案預審，被高等法院發出通緝令通緝。
2018年5月，李東昇、黃台仰於德國獲得難民庇護身份，而兩人當時並未即時公開宣佈。直至2019年5月21日《紐約時報》報導，此事方為大眾所知。

## 主持節目
在香港居住期間， 李東昇是Channel i直播節目《本土足球前線》主持之一。